# Згошћа
Згошћа је насељено мјесто у Босни и Херцеговини у општини Какањ које административно припада Федерацији Босне и Херцеговине. Према попису становништва из 1991. у насељу је живјело 960 становника.

## Становништво
| Националност       | 1991.        | 1981.        | 1971.        |
| Муслимани          | 666 (69,37%) | 581 (63,49%) | 601 (61,89%) |
| Хрвати             | 209 (21,77%) | 233 (25,46%) | 264 (27,18%) |
| Срби               | 60 (6,25%)   | 86 (9,39%)   | 105 (10,81%) |
| Југословени        | 23 (2,39%)   | 15 (1,63%)   | 0            |
| остали и непознато | 2 (0,20%)    | 0            | 1 (0,10%)    |
| Укупно             | 960          | 915          | 971          |

## Извор
- Књига: „Национални састав становништва — Резултати за Републику по општинама и насељеним мјестима 1991.", статистички билтен бр. 234, Издање Државног завода за статистику Републике Босне и Херцеговине, Сарајево.
- интернет — извор, „Попис по мјесним заједницама“ — https://web.archive.org/web/20090520191154/http://www.fzs.ba/Podaci/nacion%20po%20mjesnim.pdf